# Trigon
Trigon, jazz-rockowy zespół muzyczny, wywodzący się z Karlsruhe w Niemczech. Ich historię charakteryzują liczne zmiany składu, które wpłynęły na twórczy potencjał grupy. Ze względu na nacisk, jaki Trigon kładzie na jamowanie, ostateczny klimat tworzonej przez nich muzyki jest wypadkową inspiracji każdego z członków zespołu. Trigon jest często zapraszany i ciepło przyjmowany na festiwalach muzycznych w Niemczech (np. Art.-Rock Festival, ProgParade, Burg Herzberg Festival czy Zappanale) jak i na całym świecie (BajaProg Festival w Meksyku, Festival Crescendo we Francji). W 2005 roku supportowali znaną progrockową grupę Nektar w trakcie ich tournée po Europie.

## Dyskografia

### DVDs
- Live 2007 (2007)

### CDs

#### Albumy studyjne
- 2011 (2011)
- Emergent (2005)
- Continuum (2004)
- Beschränkte Haftung (2000)
- Nova (1990)

#### Albumy koncertowe
- Herzberg 2004 (2004)
- Burg Herzberg Festival 2002 (2002)

## Inne wydawnictwa

### Muzyka filmowa
- Hunting Dragonflies (17. Juni 2005)
- Sonderfahrt (August 2004)

### Sample / Remiksy
- Progstravaganza I-IX (14. June 2013)
- eclipsed - ROCK - Die CD: großartige Cover-Versionen zum Buch (6. April 2013)
- ProgSphere’s Progstravaganza Compilation of Awesomeness – Part 9 (16. Februar 2012)
- Eclipsed - The Art Of Sysyphus Vol. 62 (2011)
- Zappanale18 Retrospective (2008)
- CRESCENDO Festival De Rock Progressive Live 2005 Et 2006 (2007)
- Eclipsed - Music From Time And Space Vol. 14 (2005)
- assorted [progrock-dt] related music vol. 1 (November 2004)
- Portals. Movements. Structures III (Juli 2004)
- 23rd Peter – Trigonometrie (Februar 2004)

### Muzyka do gier
- CA_DMOilrig – The Oilrig, featuring "Trigon" (2001)